# Geoparque Orígens
El Geoparque Orígens, hasta 2019 denominado Geoparque Conca de Tremp-Montsec, es un espacio de la red de geoparques de la Unesco. Se sitúa íntegramente en la provincia de Lérida, en Cataluña (España). Fue declarado geoparque el 17 de abril de 2018.

## Situación
El geoparque se encuentra en el flanco sur de los Pirineos. Abarca 19 municipios de cuatro comarcas diferentes:
Alto Urgel
- Coll de Nargó

Noguera
- Ager
- Camarasa
- Vilanova de Meyá

Pallars Jussá
- Abella de la Conca
- Castell de Mur
- Conca de Dalt
- Gavet de la Conca
- Isona y Conca Dellá
- Llimiana
- La Puebla de Segur
- Salás de Pallars
- San Esteban de la Sarga
- Sarroca de Bellera
- Senterada
- Talarn
- Torre de Capdella
- Tremp

Pallars Sobirá
- Bajo Pallars

## Características
El Geoparque Orígens tiene una extensión de 2 050 km². Consta de una riqueza geológica y paleontológica y de un patrimonio natural, cultural e histórico singulares.
Está situado en torno varias estructuras geológicas características. Como redes fluviales principales se encuentran el río Noguera Ribagorzana al oeste, el río Flamisell en la parte norte (Vall Fosca) y el río Noguera Pallaresa en la parte central. Se localizan de forma transversal este-oeste dos relieves que delimitan la zona central del geoparque, la cuenca de Tremp. Se trata de la Sierra del Montsec al sur, y el Congosto de Collegats al norte. En la Sierra del Montsec se encuentran además dos desfiladeros de importante signifiación: el desfiladero de Montrebei al oeste,  y el desfiladero de Terradets al este.

## Espacios naturales
Dentro del geoparque se encuentran los siguientes espacios naturales protegidos (ENP):
- Lago de Montcortés
- Sierra de Boumort-Collegats
- Valle alto de Serradell-Terreta-Sierra de San Gervás
- Lagunas de Basturs
- Sierra de Turp y Mora Condal-Valldan
- Sierra de Aubenç y Roc de Cogul
- Sierras del Sierra del Montsec, Sant Mamet y Mitjana
- Vertientes del Noguera Ribagorzana
- Confluencia Segre-Noguera Pallaresa
- Secanos de la Noguera
- Valles del Sió-Llobregós

Además, una sección del parque natural del Alto Pirineo (en el municipio de Bajo Pallars) y parte de la zona periférica del Parque nacional de Aiguas Tortas y Lago de San Mauricio (en la Vall Fosca) se encuentran dentro del geoparque.

## Espacios culturales
- Epicentro, centro de visitantes del geoparque, en Tremp
- Museo de la Conca Dellà y centro de acogida del Parque Cretácico, en Isona
- Centro Paleoambiental Dinosfera, en Coll de Nargó
- Centro de Interpretación del Montsec-Meià, en Vilanova de Meyá
- Espacio Orígens, en Camarasa
- Museo Hidroeléctrico, en Capdella
- Museo de Gerri de la Sal: Casa de la Sal, en Gerri de la Sal
- Parque Astronómico Montsec, en Ager y San Esteban de la Sarga
- Casal dels Voltors, en La Torre de Tamúrcia
- Museo dels Raiers, en La Puebla de Segur
- Central Hidroeléctrica de Talarn, en Talarn

Existen también multitud de espacios de interés geológico, paleontológico, minero y cultural repartidos por todo el geoparque.